# 網紋革蜱
網紋革蜱（学名：Dermacentor reticulatus）为硬蜱科革蜱屬下的一个种。